# 卡爾梅克共和國國旗
卡爾梅克共和國國旗的底色是黃色，中間有一個藍色圓形。藍色圓形中有一朵白色蓮花。黃色代表太陽，人民和宗教信仰。藍色代表天空，永恆和穩定。荷花代表純潔，精神重生和幸福。